# Brachymyrmex obscurior
Brachymyrmex obscurior är en myrart som beskrevs av Auguste-Henri Forel 1893. Brachymyrmex obscurior ingår i släktet Brachymyrmex och familjen myror. Inga underarter finns listade.

## Bildgalleri

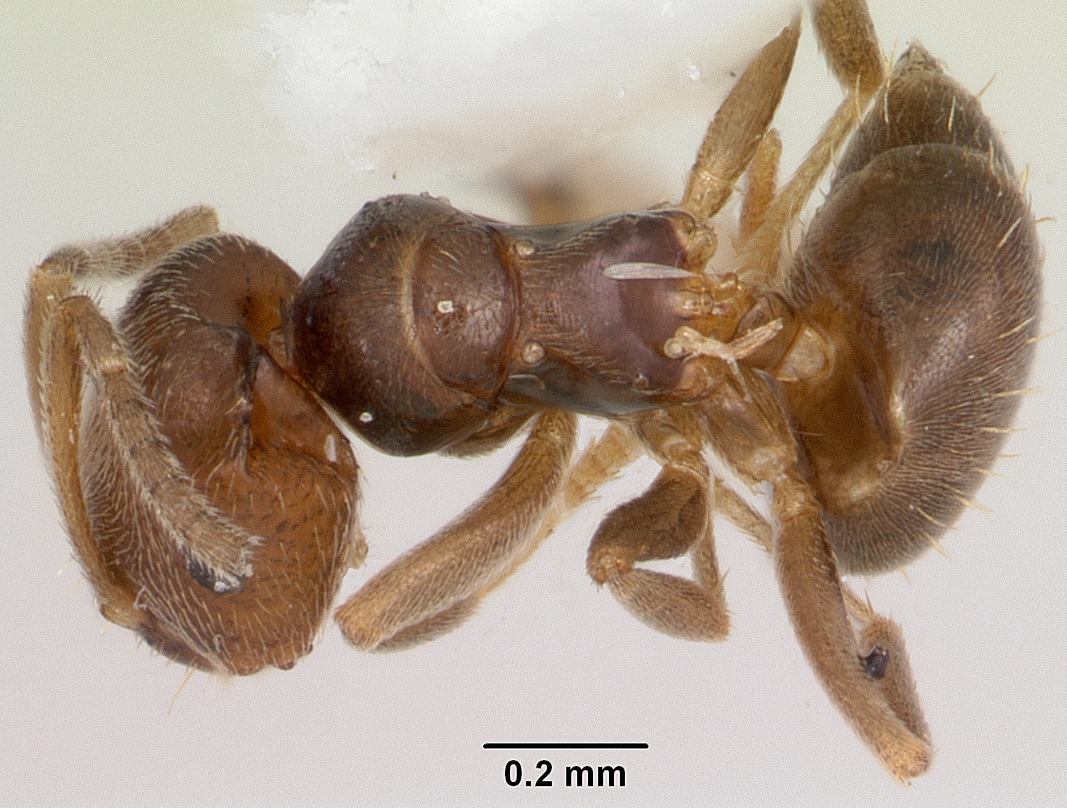
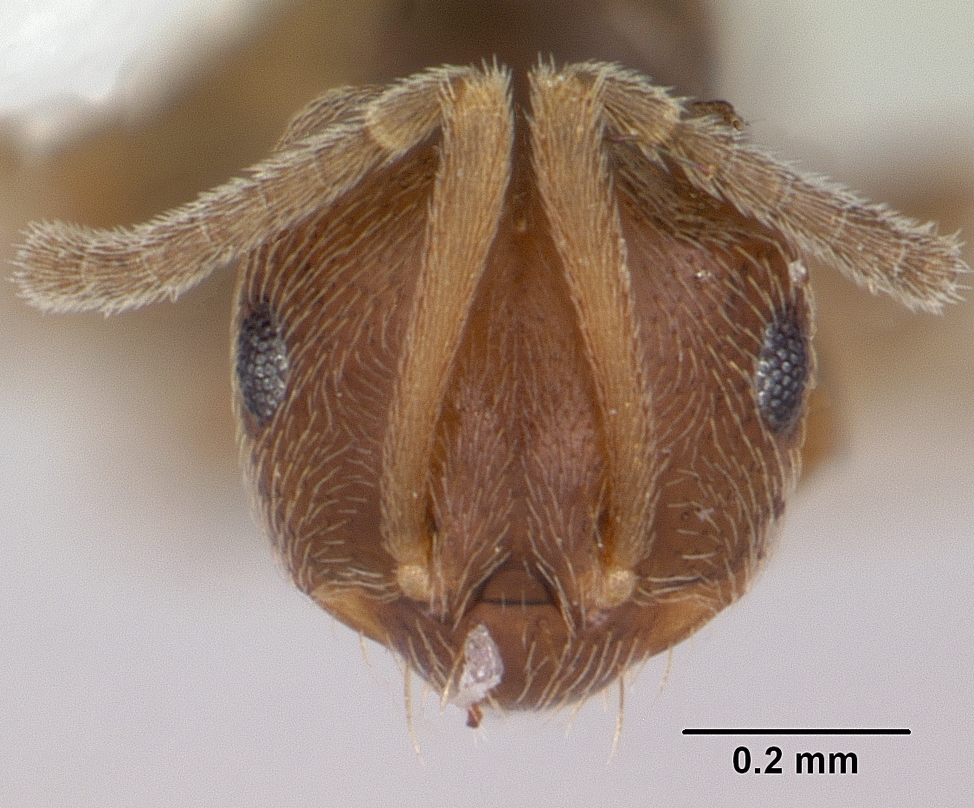
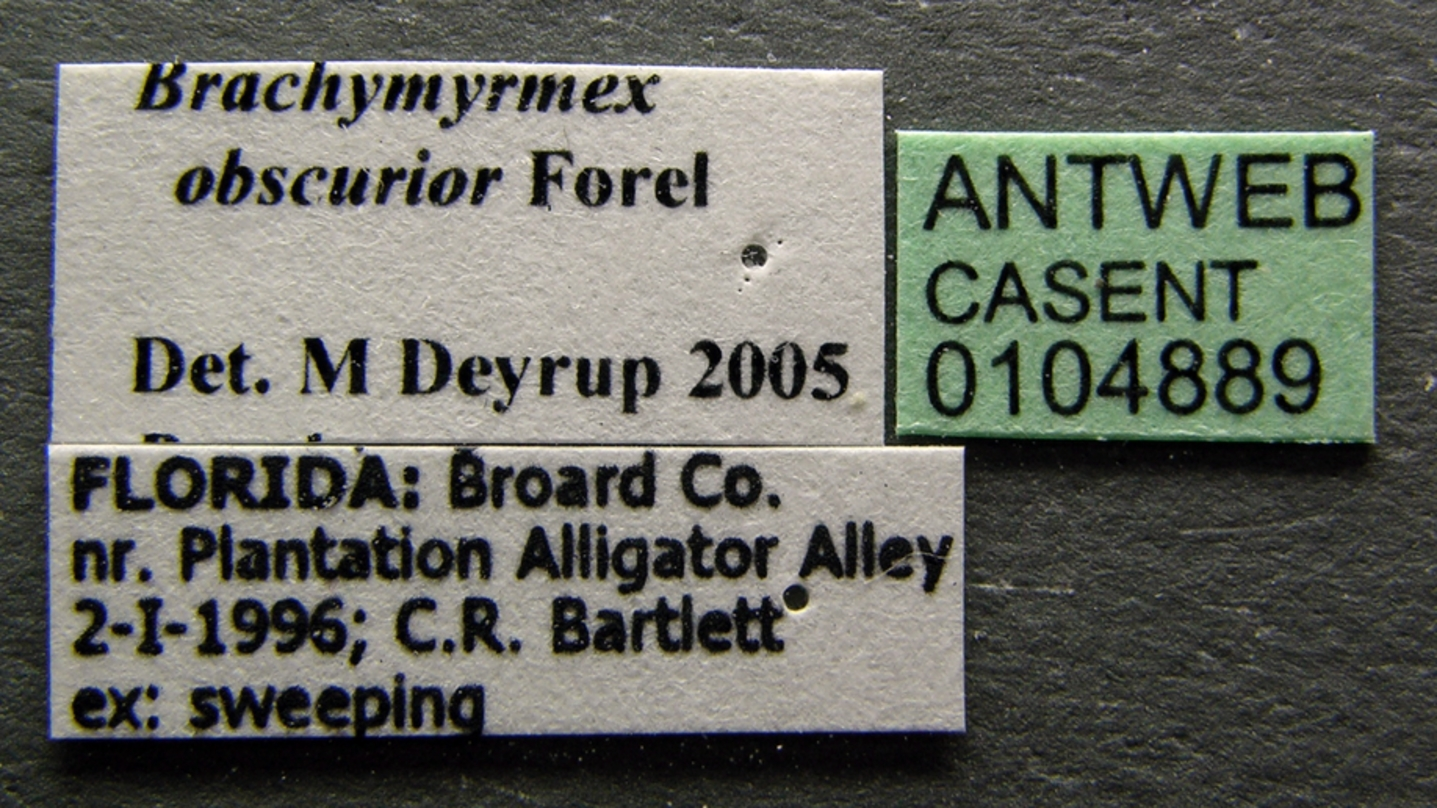
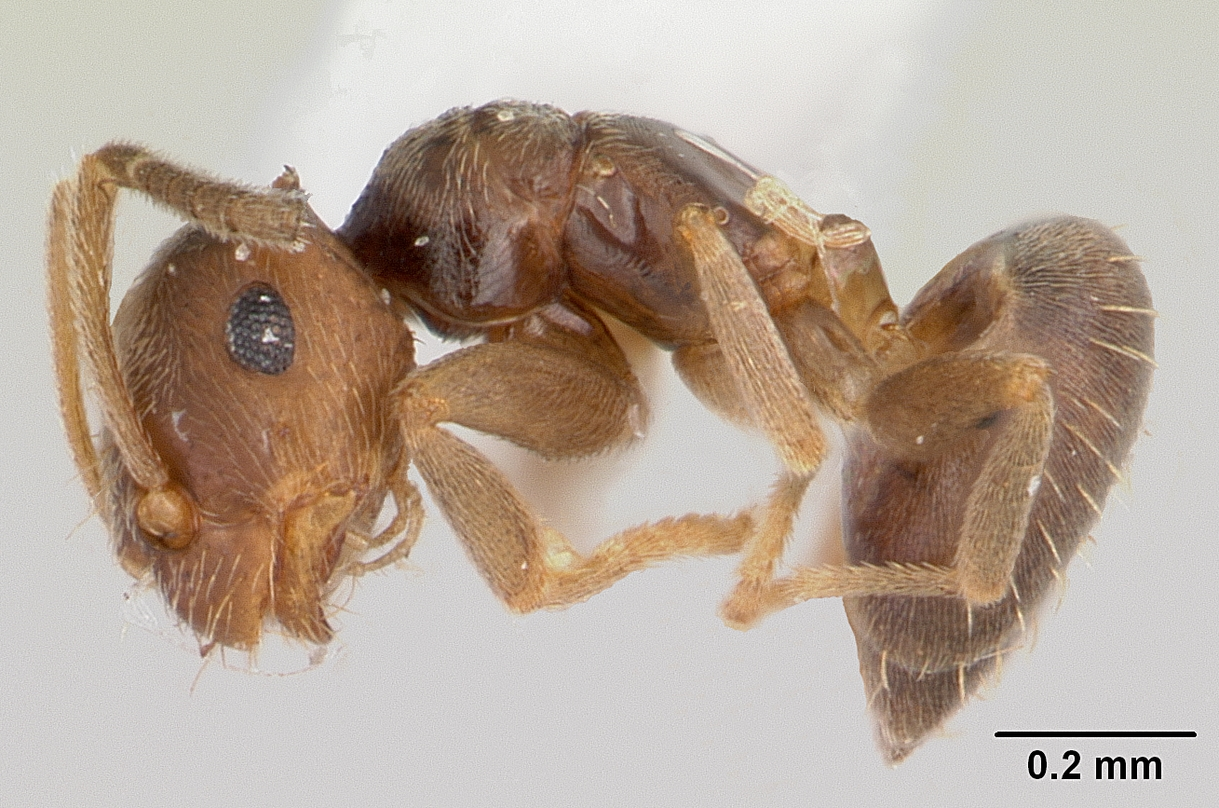